# 宋体金
宋体金（1964年4月—），江苏省睢宁县人。新闻工作者，曾任中国残疾人事业新闻宣传促进会秘书长，中华微视创办人，因策划“千禧龙商标侵权案”闻名。

## 人物简介
1964年出生于苏北，1981年参军，退伍后从事新闻工作，提倡泰山是国山的学说。1997年作为“千禧龙商标侵权案”的原告，取得中国首例涉外商标侵权案官司的成功。2000年4月受聘中国残联参与筹办华夏时报，开始了残疾人公益工作，2004年被选调到中国残疾人事业新闻宣传促进会担任秘书长。
2015年辞去公职，创中华微视，任董事长。，2017年6月创办華传媒，任董事长。（页面存档备份，存于） [6]
```
宋体金在残联任职期间策划了一系列公益活动。
```

- 2003年策划“太阳星城爱心之旅”大型公益活动[6]
- 2005年策划组织第一届中国残疾人事业十大新闻评选活动[7]
- 2005年倡导成立中国第一个残疾人爱心艺术组织“十艺善缘文化艺术中心”[8]
- 2006年策划组织首届“十大爱心记者”评选活动[9]

## 慈善事业
为第一个面向微博网友的公益组织-微爱基金会的成员。

## 主要作品
- 《笔墨心灵》
- 《墨香》
- 《水色人生》

## 外部連結
- 宋体金的新浪微博
- 宋体金的Facebook專頁